# رودلف غيرهارد
رودلف غيرهارد (بالألمانية: Rudolf Gerhardt؛ بالإنجليزية: Rudolf Gerhardt) هو عسكري ألماني وأمريكي، ولد في 26 مارس 1896 في غرايتس في ألمانيا، وتوفي في 10 نوفمبر 1964 في مونستر في ألمانيا.